# قصر المغامرات

## قصر المغامرات
مسلسل رسوم متحركة عربي موجه للأطفال بين السنتين والسبع سنوات، مغامرة وكوميديا، من إعداد وإنتاج سبيستون، وتسجيل مركز الزهرة، عرض لأول مرة على قناة سبيستون بتاريخ 21 أيلول (سبتمبر) 2020، متوسط مدة الحلقة 3 دقائق.
يطرح المسلسل في حلقات الموسم الأول مجموعة من الرسائل الأخلاقية، في حين يطرح الموسم الثاني بعض المشاكل التي على الأبطال حلها، أما الموسم الثالث فيطرح حكمة أو عبرة يستنتجها الطفل من سياق الأحداث، ويُدعم هذا الاستنتاج بعبارة تظهر في آخر الحلقة، يصل بنا الموسم الرابع لاستعراض قوة الشخصيات بشكل أكبر وتتجلى بمساعدة الشخصية الجديدة.

## الحبكة
تتميز شخصيات المسلسل بلغة خاصة بكل شخصية تتحدث بها، وتدور حبكة المسلسل في الموسم الأول حول مشاكل ومواقف كوميدية يتعرض لها الأبطال (الدب والقرد والأرنب) في القصر، يحمل كل موقف رسالة أخلاقية للأطفال. في الموسم الثاني يتعرض الأبطال لبعض المشاكل أيضاً، حيث يعجزون عن حل المشكلة في البداية، ولكن بعد شرب أي من الشخصيات للحليب يتحول إلى بطل خارق ويحل المشكلة. في الموسم الثالث تدخل شخصية الشرير الجديدة، وتدور الحبكة حول محاولاته لسرقة الحليب أو إتلافه، ويجتمع الأبطال، بالإضافة إلى البطل الجديد (فانو كات) لمقاومة الشرير وحل المشكلة. يأتي الموسم الرابع بتصدير الشخصية الجديدة سعود، على أنه مخلوق بحاجة لرعاية واعتناء، إلى أن نصل في آخر المسلسل للحظة فاصلة تجعل منه بطلا مع باقي الاصدقاء.

## مواسم المسلسل
| الموسم | الحلقات | تاريخ البث          | تاريخ البث          |
| الموسم | الحلقات | أول بث              | آخر بث              |
| الأول  | 12 حلقة | 21 أيلول 2020       | 19 تشرين الأول 2021 |
| الثاني | 9 حلقات | 3 تشرين الثاني 2021 | 31 تشرين الأول 2022 |
| الثالث | 9 حلقات | 5 كانون الأول 2023  | 31 تشرين الأول 2023 |
| الرابع | 9 حلقات | 1 كانون الأول 2024  | قيد الإنجاز         |

## المواسم والشخصيات

### ملخص الموسم الأول
يحكي عن مغامرات الأبطال الثلاثة وهم دب وقرد وأرنب في قصر المغامرات، تحمل رسائل أخلاقية للأطفال.

#### شخصيات الموسم الأول
1) شوكو بير: دب خجول ولطيف، يحاول دائماً أن يلعب دور الكبير في المنزل لكنه بسبب طيبته وصغر عقل الأرنب والقرد فإنه لا يفلح في هذا الدور غالباً، يحب الشوكولا كثيراً، وورق جدران غرفته مزين بصور عبوات الشوكولا، يحب الرسم وفي غرفته مرسم ولوحات وألوان، وعنده رف عليه مجموعة من الكتب.
2) مونكي بنانا: قرد نشيط محب للحركة، يحب الموز وافتعال المقالب، وهو شغوف بكل ما يتعلق بألعاب الحاسوب، ورق جدران غرفته عليه رسومات موز، وفي الغرفة ترامبولين، وفيها أيضاً شاشة مع جويستك، وجهاز الواقع الافتراضي (في آر).
3) رابيت بيري: أرنب لطيف، مرتب ومنظم ونظيف، ومحب للتحدي، تزين رسوم ثمرات الفراولة ورق جدران غرفته، وهو مهتم بوسائل التواصل الاجتماعي فنراه غالباً ما يستخدم الموبايل والآيباد، كما أنه يلتقط الصور ويشاركها على وسائل التواصل.

### ملخص الموسم الثاني
تتحول الشخصيات في الموسم الثاني إلى أبطال ذوي قدرات خارقة، ويساعدها هذا التحول على حل المشكلة الأساسية في كل حلقة من الحلقات.

#### شخصيات الموسم الثاني
1) شوكو بير: الدب الخجول اللطيف المحب للشوكولا والرسم والتلوين، في هذا الموسم يكون عنده قوة خارقة تساعده على إصلاح وترميم وتجميل أي شيء مكسور أو خَرِب.
2) مونكي بنانا: القرد النشيط المحب للموز وألعاب الفيديو، قوته الخارقة في هذا الموسم هي السرعة الكبيرة في التحرك والقدرة على الطيران والوصول حيث يريد.
3) رابيت بيري: الأرنب اللطيف محب الفراولة والتصوير، له قوة خارقة في هذا الموسم تساعده على رؤية ما خلف الأشياء وما داخلها، فضلاً عن قدرته على إعادة عرض أي أمر حدث في القصر.

### ملخص الموسم الثالث
في الموسم الثالث تظهر لنا شخصيتان جديدتان الأولى (فانو كات)، والثانية (الشرير) الذي لا يظهر بشكل كامل أبداً، ويعتبر هذا الجزء امتداد للجزء الثاني، حيث تمتلك الشخصيات فيه قدرات خارقة أيضاً تساعدهم على حل المشاكل، بالإضافة إلى ظهور قدرة خارقة جديدة تنتج عن اتحاد قدرات الأبطال الأربعة.

#### شخصيات الموسم الثالث الجديدة
4) فانو كات: شخصية جديدة، وهو قط ذكي وحاذق وسريع، محب للأكل، ويهوى اللعب بالكرات، يلاحظ الأخطاء وينتبه لها بسرعة أكثر من غيره، له نظرة تحليلية للواقع حيث يحاول حل المشاكل عن طريق التحليل والربط بين الأحداث متخلياً لها قبل أن يتحول.
5) الشرير: لا تظهر هذه الشخصية بشكل كامل، فقد تظهر يداه فقط أو ظله، حيث يحاول دائماً سرقة الحليب أو إفساده.

### ملخص الموسم الرابع
هذا الجزء من العمل هو امتداد للجزء الثالث من حيث المكان والشخصيات إلا أنه ستظهر لنا شخصيات جديدة في هذا الجزء، منها ظهوره في كل حلقة مثل شخصية "سعود" وشخصية الشرير، وتستمر الشخصيات في التحول إلى أبطال بقوى خارقة مع ظهور قدرة جديدة ناتجة عن اتحاد قدرات الابطال الأربعة ضمن ملابسات فكاهية مصحوبة باحباطات وزلات مرحة.

#### شخصيات الموسم الرابع الجديدة
1) سعود:
طفل لطيف محب متعاون مندفع يحب المساعدة، ينشر الود والحب لكنه لا يمتلك تلك القوى الخارقة التي تخوله المساعدة. يمتلك الحماس والدافع للمساعدة. تتطور شخصيته مع مرور الحلقات ويصبح شجاعاً أكثر وفعالاً أكثر، في الحلقة الأخيرة سيكون لسعود دور أساسي في إيجاد الحل.
2) شرشبون:
هو الشخصية الشريرة التي كانت تسرق الحليب تارة وتزعج الاصدقاء تارة أخرى في الأجزاء السابقة، ستظهر بشكل واضح في هذه الجزء وهي روبوت، تحتل القصر في الحلقة الأولى ويتم تحريره، ثم تتصاعد محاولاتها في سرقة الحليب أو الهجوم على القصر أو استبدال الحليب بحليب مزيف حتى حدوث المعركة النهائية في الحلقة التاسعة.